# Église des Dominicains de Revin
Pour les articles homonymes, voir Église des Dominicains.
L'église des Dominicains est une église située dans la commune de Revin, en France.

## Localisation
L'église est située sur la commune de Revin, dans le département français des Ardennes. Elle est insérée dans les petites rues du centre de Revin, rue Galilée.

## Historique
L'église des Dominicains, dédiée à Notre-Dame, a été construite au début du XVIIIe siècle. L'un des plus célèbres moines fut le revinois Charles René Billuart dont nous trouvons la statue à l'intérieur de l'église. Après la Révolution française qui voit le départ de l'ordre, elle devient église paroissiale en 1792.
La nuit du 10 mai 1886, un incendie détruit l'ensemble du couvent ainsi que la toiture et le clocher de l'église, cependant les œuvres d'art échappent au sinistre. Lors de la reconstruction, le clocher qui surmontait la façade n'a pas été reconstruit, par contre un campanile est réalisé à droite de l'édifice au niveau du chœur, à droite du bâtiment.
L'édifice est inscrit au titre des monuments historiques en 1920.

## Description
La façade de l'édifice est en brique rouge, son style est influencé par l'architecture flamande du XVIIIe siècle.
À l'intérieur, il faut noter la chaire à prêcher, classée le 30 septembre 1911, et les deux confessionnaux de chêne sculpté, classés le 31 juillet 1970. 